# Емануил Ксантос
Емануил Ксантос (грчки: Εμμανουήλ Ξάνθος; 1772—28. новембар 1852.) је био грчки трговац, познат као један од тројице оснивача "Друштва пријатеља" (Филики Хетерије), грчке тајне револуционарне организације против Османског царства.

## Биографија
Ксантос је рођен на егејском острву Патмос, тада у саставу Османског царства. Емигрирао је у Италију као младић и ступио у масонску ложу Лефкаде, пре него што се одселио у Одесу. У Одеси се упознао са Николаосом Скуфасом и Атанасијем Цакаловим. Њих тројица дошли су на идеју о оснивању тајне организације која би припремала терен за независност Грчке. Организација је настала 1814. године, уочи Бечког конгреса, у Одеси. Скуфас је умро јула 1818. године, остављајући Ксантоса као једног од двојице лидера организације. Цакалов је узео учешћа у Грчком рату за независност. Током рата, покушао је да помогне Александросу Ипсилантију да се избави аустријског заточеништва. Пре своје смрти, написао је мемоаре (Απομνημονεύματα) који су објављени 1854. године. Важан су историјски извор о унутрашњем рату грчких револуционара. Умро је у Атини.